# Crveni otok
Crveni otok je naseljeni otočić uz zapadnu obalu Istre, oko 1 km južno od rta Kurent kod Rovinja. Dio je Rovinjskog otočja. Nastao je umjetnim spajanjem otoka Maškin i Sveti Andrija.  Od Rovinja je udaljen 10 do 15 minuta vožnje brodom.
Površina otoka je 239.949 m2, duljina obalne crte 3329 m, a visina 15 metara.
Smatra se da je Crveni otok - otočić Sveti Andrija već u pretpovijesno doba bio naseljen. U 6. stoljeću benediktinci podižu na njemu prvu crkvu i utemeljuju samostan te ostaju na njemu sve do XIII. stoljeća kada napuštaju Crveni otok. Iz tog razdoblja ostali su sačuvani ostaci predromaničke crkve iz 19. stoljeća čije zidove su nekada krasile freske.
Zbog svoje izoliranosti i nenaseljenosti te zbog položaja i prirodnih ljepota Crveni otok pruža posjetiteljima poseban osjećaj tijekom boravka na njemu. Kroz cijeli Crveni otok prolaze uređene stazice i puteljci obrasli borovima koji svojim mirisom obavijaju cijeli otok. 
Godine 2002., morska pijavica je srušila više od 90 posto stabala na Crvenom otoku, Sturaguu i Zlatnom rtu.

## Vanjske poveznice
|  | Zajednički poslužitelj ima još gradiva o temi Crveni otok |